# Skaza (utwór)
Skaza – utwór zespołu IRA pochodzący z piątej studyjnej płyty Znamię. Kompozycja została zamieszczona na siódmym miejscu na płycie, trwa 3 minuty i 17 sekund, i jest jednym z najkrótszych utworów znajdujących się na albumie.
Pomysł na tekst utworu przyniósł na próbę perkusista Wojciech Owczarek. Tekst piosenki opowiada o zbłądzeniu, o żalu za popełnione grzechy. Tekst napisał wokalista grupy Artur Gadowski. podobnie jak i w innych utworach, także i w tym utworze Gadowski musiał zaśpiewać w zupełnie innej konwencji.
Brzmienie utworu utrzymane jest w thrashmetalowym brzmieniu, przeważają w nim melodyjne, ostre i drapieżne gitarowe riffy. Piosenka posiada także melodyjną gitarową solówkę w wykonaniu gitarzysty Piotra Łukaszewskiego. Kompozytorami utworu są basista Piotr Sujka oraz perkusista Wojciech Owczarek.
Utwór Skaza pojawiał się dość często na koncertach grupy podczas trasy promującej płytę, która się odbyła na przełomie września i października 1994 roku.
Od momentu reaktywacji utwór w ogóle nie jest grany na koncertach zespołu.
Piotr Łukaszewski o utworze „Skaza”:
„Utwór skomponowany przez sekcję. Wojtek przyniósł pomysł na tekst. Niby ma ratować kogoś w trudnej sytuacji, ale tak naprawdę, to jest tekst o samym Wojtku. Jinx i Wojtek wymyślili riff do tego numeru i ja w zasadzie go nie zmieniałem. Lubię tę piosenkę, jest taka lekko zeppelinowska, lekko Rage Against The Machine.”

## Twórcy
IRA
- Artur Gadowski – śpiew, chór
- Wojtek Owczarek – perkusja
- Piotr Sujka – gitara basowa, chór
- Kuba Płucisz – gitara rytmiczna
- Piotr Łukaszewski – gitara prowadząca

Produkcja
- Nagrywany oraz miksowany: lipiec–sierpień w Studio S-4 w Warszawie
- Producent muzyczny: Leszek Kamiński
- Realizator nagrań: Leszek Kamiński
- Kierownik Produkcji: Elżbieta Pobiedzińska
- Aranżacja: Wojciech Owczarek / Piotr Sujka
- Tekst piosenki: Artur Gadowski
- Skład komputerowy okładki: Sławomir Szewczyk
- Płaskorzeźbę na okładkę wykonał: Rafał Gadowski
- Zdjęcia wykonali: Dariusz Majewski i Andrzej Stachura
- Sponsor zespołu: Mustang Poland